# Le Sserafim
LE SSERAFIM (em inglês: Le Serafim; /lə ˈsɛrəfɪm/; luh-SERR-uh-fim; em coreano: 르세라핌; romaniz.: Reuserapim (Romanização revisada); Lŭserap'im (McCune–Reischauer); em japonês: ル・セラフィム; romaniz.: Ru Serafimu; lit. O Serafim; anagrama de "I'M FEARLESS", traduzido do inglês pro português: "eu sou destemida"; estilizado em letras maiúsculas) é um grupo feminino de k-pop nipo-coreano formado pela Source Music e a Hybe Corporation. O grupo é composto por cinco integrantes: Miyawaki Sakura, Kim Chae-won, Huh Yun-jin, Nakamura Kazuha e Hong Eun-chae. A formação original incluía Kim Ga-ram, que deixou o grupo em 20 de julho de 2022. Sua estreia ocorreu em 2 de maio de 2022, com o lançamento de seu primeiro EP, Fearless.

## História

#### 2011–2021: Atividades pré-estreia
Sakura fez sua estreia como atriz no filme Ano Hito Ano Hi em 2011. No mesmo ano, ela se juntou ao grupo japonês HKT48 como trainee. Ela foi promovida à integrante oficial do HKT48 Team H em 2012 e transferida para o HKT48 Team KIV em 2014. Depois de participar do grupo por 10 anos, Sakura graduou-se em 27 de junho de 2021.
Sakura, Chaewon e Yunjin participaram do reality show Produce 48 em 2018. Yunjin representou a Pledis Entertainment, enquanto Chaewon representou a Woollim Entertainment. Depois de terminarem em segundo e décimo lugar, respectivamente, Sakura e Chaewon foram nomeadas integrantes do grupo feminino IZ*ONE, promovendo-o até seu fim em 29 de abril de 2021. Yunjin terminou em 26° lugar e foi eliminada no 11° episódio.
Antes de se juntar ao grupo, Kazuha era uma bailarina profissional e foi observada durante seus estudos na Dutch National Ballet Academy, nos Países Baixos. Antes de seus estudos nos Países Baixos, Kazuha também frequentou a Academia de Balé Bolshoi, em Moscou, e a Royal Ballet School no Reino Unido.
Eunchae participou de grupos de dança cover antes da estreia do Le Sserafim.[carece de fontes?]

#### 2022–presente: Estreia comFearless, hiato, saída de Kim Ga-ram e Antifragile
Em 14 de março de 2022, a Source Music anunciou que lançaria um novo grupo feminino, com Sakura e Kim Chaewon definidas como seus primeiros membros. Em 21 de março, Hybe Corporation confirmou que o grupo debutaria oficialmente em maio de 2022. Os membros foram revelados através dos teasers de "The First Moment of LE SSERAFIM" de 4 a 9 de abril. Em 13 de abril, a Source Music anunciou que LE SSERAFIM lançaria seu EP de estreia, Fearless, em 2 de maio de 2022. As pré-encomendas do EP ultrapassaram 270.000 cópias em sete dias e 380.000 cópias em dezesseis dias.
No dia de seu lançamento, Fearless vendeu mais de 175.000 cópias. Em 10 de maio de 2022, oito dias após sua estreia, o grupo ganhou sua primeira vitória em um programa de música no The Show da SBS MTV.
Antes da estreia do grupo, Kim Ga-ram se tornou motivo de controvérsia. Ela foi acusada de intimidar outros alunos em sua escola e de fumar e beber por menores de idade. A Hybe Corporation negou as acusações, alegando que Kim foi a vítima, e não a perpetradora do bullying. Eles expressaram que tomariam medidas legais contra aqueles que espalharam falsos rumores, e Ga-ram não foi removida da escalação de estreia. Em 20 de maio, a Hybe Corporation e a Source Music emitiram uma declaração conjunta sobre as alegações de bullying de Kim Ga-ram, anunciando que ela entraria em hiato devido às investigações pendentes e que Le Sserafim promoveria temporariamente como um grupo de cinco membros no enquanto isso. Em 20 de julho, a Hybe Corporation e a Source Music anunciaram que Kim Ga-ram deixaria o grupo e que seu contrato havia sido rescindido, com Le Sserafim continuando como um grupo de cinco membros.Depois da saída de Kim Ga-ram, foi comprovado que ela teria defendido uma amiga contra a que se dizia vítima de Kim Ga-ram, ela nunca cometeu bullying ou usou drogas sendo de menor.
Le Sserafim lançou seu segundo EP, Antifragile , em 17 de outubro, marcando seu primeiro lançamento como cinco membros após a saída de Kim Ga-ram. O álbum alcançou a posição 14 na Billboard 200, tornando-se assim o grupo feminino de K-pop mais rápido a fazer uma estreia na parada.
Em 1 de maio de 2023 Le Sserafim lançou seu primeiro álbum de estúdio, chamado Unforgiven, contendo 13 músicas com apenas 7 inéditas.

## Membros
Formação atual
- Sakura (hangul: 사쿠라) – vocalista
- Kim Chae-won (hangul: 김채원) – líder e vocalista[31]
- Huh Yun-jin (hangul: 허윤진) – vocalista
- Kazuha (hangul: 카즈하) – dançarina, rapper e vocalista de apoio
- Hong Eun-chae (hangul: 홍은채) – dançarina líder, vocalista e maknae

Ex-integrantes
- Kim Ga-ram (김가람) – vocalista

## Discografia

### EPs
| Título      | Detalhes | Melhores posições nas par | Melhores posições nas par | Melhores posições nas par | Vendas                               | Cetificações                    |
| Título      | Detalhes | COR                       | JAP                       | JAP                       | Vendas                               | Cetificações                    |
| Título      | Detalhes | COR                       | Oricon                    | Hot                       | Vendas                               | Cetificações                    |
| ----------- | --- | ------------------------- | ------------------------- | ------------------------- | ------------------------------------ | ------------------------------- |
| Fearless    | - Lançamento: 2 de maio de 2022 - Gravadora(s): Source Music, YG Plus - Formatos: CD, download digital, streaming                       | 2                         | 3                         | 1                         | - : 570.995 - : 45.994               | - 2x KMCA: Platina              |
| Antifragile | - Lançamento: 17 de outubro de 2022 - Gravadora(s): Source Music, YG Plus, Geffen Records - Formatos: CD, download digital, streaming   | 2                         | 1                         | 1                         | - : 1.233.769 - : 75.121 - : 27,000  | - KMCA: Milhão                  |
| Easy        | - Lançamento: 19 de fevereiro de 2024 - Gravadora(s): Source Music, YG Plus, Geffen Records - Formatos: CD, download digital, streaming | 1                         | 1                         | 2                         | - : 1.185.248 - : 140.366 - : 57.500 | - KMCA: Milhão - RIAJ: Ouro     |
| Crazy       | - Lançamento: 30 de agosto de 2024 - Gravadora(s): Source Music, YG Plus, Geffen Records - Formatos: CD, download digital, streaming    | 2                         | 2                         | 2                         | - : 825.191 - : 113.366 - : 57.000   | - KMCA: 3× Platina - RIAJ: Gold |
| Hot         | - Lançamento: 30 de agosto de 2024 - Gravadora(s): Source Music, YG Plus, Geffen Records - Formatos: CD, download digital, streaming    | 2                         | 2                         | 2                         | - : 682.483 - : 73.676 - : 38.500    |                                 |

### Singles
| Título   | Ano  | Melhoresposições nas tabelas | Melhoresposições nas tabelas | Melhoresposições nas tabelas | Melhoresposições nas tabelas | Melhoresposições nas tabelas | Álbum    |
| Título   | Ano  | COR                          | COR                          | JAP                          | EUA Global                   | Global                       | Álbum    |
| Título   | Ano  | Gaon                         | Songs                        | JAP                          | EUA Global                   | Global                       | Álbum    |
| -------- | ---- | ---------------------------- | ---------------------------- | ---------------------------- | ---------------------------- | ---------------------------- | -------- |
| Fearless | 2022 | 9                            | 4                            | 9                            | 12                           | 69                           | Fearless |

Álbuns
| Título     | Detalhes | Musicas Presentes no Album | Melhores posições nas par | Melhores posições nas par | Melhores posições nas par | Vendas                               | Cetificações                |
| Título     | Detalhes | Musicas Presentes no Album | COR                       | JAP                       | JAP                       | Vendas                               | Cetificações                |
| Título     | Detalhes | Musicas Presentes no Album | COR                       | Oricon                    | Hot                       | Vendas                               | Cetificações                |
| ---------- | --- | --- | ------------------------- | ------------------------- | ------------------------- | ------------------------------------ | --------------------------- |
| Unforgiven | - Lançamento: 1 de maio de 2023 - Gravadora(s): Source Music, YG Plus, Geffen Records - Formatos: CD, download digital, streaming | - The World Is My Oyster (2023 ver.) - FEARLESS (2023 ver.) - Blue Flame (2023 ver.) - The Hydra - ANTIFRAGILE - Impurities - Burn the Bridge - UNFORGIVEN (feat. Nile Rodgers) - No return (into the unknown) - Eve, Psyche & Bluebeard's wife - FEARNOT (between you, me and the lamppost) - Flash Foward - Fire the belly | 1                         | 1                         | 1                         | - : 1.571.548 - : 117.092 - : 38.500 | - KMCA: Milhão - RIAJ: Ouro |

## Videografia

### Videoclipes
| Ano  | Título        | Diretor(es)  | Ref.   |
| ---- | ------------- | ------------ | ------ |
| 2022 | "Fearless"    | Guzza (KUDO) | [ 67 ] |
| 2022 | "Antifragile" | Soonsik Yang |        |
| 2023 | "Unforgiven"  | Soonsik Yang |        |